# Exechia micans
Exechia micans är en tvåvingeart som beskrevs av Lastrovak och Loïc Matile 1974. Exechia micans ingår i släktet Exechia och familjen svampmyggor. Arten är reproducerande i Sverige. Inga underarter finns listade i Catalogue of Life.